# Shisiwa Kandzoni
Shisiwa Kandzoni (auch: Canzuni Island, Chissioua Canzoni, Chissioua Kanzoni, Choa Canzouni, Ile Canzouni, Ile Maoussi, Nosy Canzouni) ist eine Insel im Parc marin de Mohéli, südlich der Insel  Mohéli im Inselstaat Komoren.

## Geographie
Der Archipel vor der Südküste von Moheli besteht aus 5 großen Inseln, die sich fingerförmig nach Süden ins Meer erstrecken, sowie zahlreichen kleinen Felseninseln und Riffen. Kandzoni ist die Schwesterinsel von Chissioua Dzaha im Zentrum der Inselgruppe, mit der sie durch eine kurze, schmale Sandbank verbunden ist. Im Osten schließt sich die Shisiwa Wenefu an.
Die Insel selbst wurde als Ziegenweide genutzt.